# ラグビーボール (競走馬)
ラグビーボール（欧字名:Rugby Ball、1983年3月10日 - 1997年10月29日）は、日本の競走馬、種牡馬。主な勝ち鞍に1986年のNHK杯、高松宮杯。
馬名の由来は「初めてこの馬を見たとき、ラグビーボールのようにあっちに飛んだり、こっちに飛んだりしていたから」というもので、当初予定されていた「ブラックマジック」から変更された。

## 経歴
- 特記事項なき場合、本節の出典はJBISサーチ[3]

### 競走馬時代
1986年2月22日、阪神競馬場の新馬戦でデビューし、1着。続く3月の400万下特別のさわらび賞も勝利。このころから「関西の秘密兵器」と競馬マスコミからも注目を浴びることになった。さわらび賞のあと、東京優駿を目標に定めた陣営は皐月賞を回避し、日程に余裕のあるNHK杯に出走することにした。4番人気に推されたラグビーボールは、2着シンチェストに2馬身差をつけて優勝し3連勝を飾り、一躍ダービーの最有力候補として挙げられるようになった。本番となった東京優駿では単勝1番人気に推されたが、1着のダイナガリバーに0秒5差の4着に敗れた。夏の休養前に古馬混合戦の高松宮杯に出走。古馬を抑えて単勝1番人気に支持され、レースでもワカオライデン他を下して優勝。このころから腱鞘炎による脚部不安が持病となり、調教も思うようにできなくなってしまい、のちの不振に繋がっている。秋シーズンに入り、初戦の京都新聞杯で5着、菊花賞では単勝1番人気に推されたが3着。菊花賞から中2週でジャパンカップにも出走し、レースレコードで優勝したジュピターアイランドに2馬身半差の4着に食い込んだが、このあと脚部不安が再発し、有馬記念へは出走することができなかった。
その後もふたたび出走することを目標に調整を重ねたが、そのたびに脚部不安が再発して出走できない状態が続いた。6歳までこの状態が続き、7歳に遂に引退することとなった。

### 種牡馬時代
引退後は下河辺牧場の日高支場で種牡馬となった。平地での活躍馬に目黒記念やダイヤモンドステークスに勝ったユウセンショウ、2001年の中山大障害を制したユウフヨウホウの兄弟（母ユウミロク）をはじめ、多数の中央重賞勝ち馬を輩出した。また、小田切有一の所有馬の中にもアッパレアッパレやカゼニフカレテなど、ラグビーボールをブルードメアサイアーとして持つ馬が存在する。
1997年、放牧中に右後脚を骨折したため、安楽死の処置が取られた。14歳没。
2014年のジャパンダートダービーを、ラグビーボールをブルードメアサイアーに持つカゼノコが制し、ラグビーボールの血を持つ馬が初めて平地のGⅠ（JpnⅠ）を勝利することとなった。

## 競走成績
以下の内容は、JBISサーチおよびnetkeiba.comに基づく。
| 競走日     | 競馬場 | 競走名     | 格  | 距離（馬場）  | 頭数 | 枠番 | 馬番 | オッズ （人気） | 着順 | タイム （上り3F） | 着差 | 騎手   | 斤量 [kg] | 1着馬（2着馬）         |
| ---------- | ------ | ---------- | --- | ------------- | ---- | ---- | ---- | --------------- | ---- | ----------------- | ---- | ------ | --------- | ---------------------- |
| 1986.02.22 | 阪神   | 4歳新馬    |     | ダ1700m（稍） | 12   | 2    | 2    | 005.20（2人）   | 01着 | 01:50.3（37.6）   | -0.4 | 河内洋 | 55        | （ハッピーゲイナー）   |
| 0000.03.16 | 阪神   | さわらび賞 | 400 | 芝2200m（稍） | 10   | 6    | 6    | 006.60（5人）   | 01着 | 02:20.7（36.4）   | -0.2 | 河内洋 | 55        | （エイシンフェアリー） |
| 0000.05.04 | 東京   | NHK杯      | GII | 芝2000m（重） | 18   | 4    | 8    | 009.20（4人）   | 01着 | 02:03.6（37.0）   | -0.3 | 河内洋 | 56        | （シンチェスト）       |
| 0000.05.25 | 東京   | 東京優駿   | GI  | 芝2400m（良） | 23   | 4    | 9    | 003.30（1人）   | 04着 | 02:29.4（36.6）   | -0.5 | 河内洋 | 57        | ダイナガリバー         |
| 0000.06.22 | 中京   | 高松宮杯   | GII | 芝2000m（良） | 18   | 8    | 17   | 002.60（1人）   | 01着 | 02:01.3（37.2）   | -0.2 | 河内洋 | 54        | （ワカオライデン）     |
| 0000.10.19 | 京都   | 京都新聞杯 | GII | 芝2200m（良） | 13   | 2    | 2    | 005.20（4人）   | 05着 | 02:14.6（36.0）   | -0.3 | 河内洋 | 57        | タケノコマヨシ         |
| 0000.11.09 | 京都   | 菊花賞     | GI  | 芝3000m（良） | 21   | 5    | 11   | 003.80（1人）   | 03着 | 03:09.5（36.8）   | -0.3 | 河内洋 | 57        | メジロデュレン         |
| 0000.11.23 | 東京   | ジャパンC  | GI  | 芝2400m（良） | 14   | 7    | 11   | 019.30 (10人）  | 04着 | 02:25.3（35.7）   | -0.3 | 河内洋 | 55        | ジュピターアイランド   |

## 主な産駒
太字は勝利したGⅠ級競走。
- 1990年産
  - スーパープレイ（札幌記念、建依別賞）[5]
  - グレートマジック（朱鷺大賞典）[6]
- 1992年産
  - ユウセンショウ（目黒記念、ダイヤモンドステークス2回）[7]
- 1993年産
  - ゴーテンジョウ（プリンセス特別、東海クイーンカップ）[8]
- 1995年産
  - キムタツアンテール（サラブレッド3歳優駿）[9]
  - マルハチラグビー（若葉賞、さつき賞、すみれ賞）[10]
- 1997年産
  - ユウフヨウホウ（中山大障害）[11]
  - タフネススター（カブトヤマ記念）[12]
- 1998年産
  - キングカーペンター（九州菊花賞）[13]

### ブルードメアサイアーとしての主な産駒
- 1999年産
  - カゼニフカレテ（父サニーブライアン、愛知杯）[14]
  - アッパレアッパレ（父バブルガムフェロー、名古屋グランプリ）[15]
- 2011年産
  - カゼノコ（父アグネスデジタル、ジャパンダートダービー、川崎記念2着）[16]
  - モンドクラッセ（父アグネスデジタル、東海ステークス2着）

## 血統表
| ラグビーボールの血統                            | ラグビーボールの血統                                     | ラグビーボールの血統                            | （血統表の出典）                                | （血統表の出典） |
| 父系                                            | ノーザンダンサー系                                       | ノーザンダンサー系                              | ノーザンダンサー系                              | [ § 2 ]          |
| 父 *ナイスダンサー Nice Dancer 1969 鹿毛 カナダ | 父の父Northern Dancer 1961 鹿毛 カナダ                   | Nearctic                                        | Nearco                                          | Nearco           |
| 父 *ナイスダンサー Nice Dancer 1969 鹿毛 カナダ | 父の父Northern Dancer 1961 鹿毛 カナダ                   | Nearctic                                        | Lady Angela                                     |                  |
| 父 *ナイスダンサー Nice Dancer 1969 鹿毛 カナダ | 父の父Northern Dancer 1961 鹿毛 カナダ                   | Natalma                                         | Native Dancer                                   | Native Dancer    |
| 父 *ナイスダンサー Nice Dancer 1969 鹿毛 カナダ | 父の父Northern Dancer 1961 鹿毛 カナダ                   | Natalma                                         | Almahmoud                                       |                  |
| 父 *ナイスダンサー Nice Dancer 1969 鹿毛 カナダ | 父の母Nice Princess 1964 栗毛 アメリカ                   | Le Beau Prince                                  | Fontenay                                        | Fontenay         |
| 父 *ナイスダンサー Nice Dancer 1969 鹿毛 カナダ | 父の母Nice Princess 1964 栗毛 アメリカ                   | Le Beau Prince                                  | Quillerie                                       |                  |
| 父 *ナイスダンサー Nice Dancer 1969 鹿毛 カナダ | 父の母Nice Princess 1964 栗毛 アメリカ                   | Happy Night                                     | Alizier                                         | Alizier          |
| 父 *ナイスダンサー Nice Dancer 1969 鹿毛 カナダ | 父の母Nice Princess 1964 栗毛 アメリカ                   | Happy Night                                     | Happy Grace                                     |                  |
| 母 *ペルシアンテール Persian Tale 1973 鹿毛     | 母の父Le Haar 1954 栗毛                                  | Vieux Manoir                                    | Brantome                                        | Brantome         |
| 母 *ペルシアンテール Persian Tale 1973 鹿毛     | 母の父Le Haar 1954 栗毛                                  | Vieux Manoir                                    | Vieille Maison                                  |                  |
| 母 *ペルシアンテール Persian Tale 1973 鹿毛     | 母の父Le Haar 1954 栗毛                                  | Mince Pie                                       | Teleferique                                     | Teleferique      |
| 母 *ペルシアンテール Persian Tale 1973 鹿毛     | 母の父Le Haar 1954 栗毛                                  | Mince Pie                                       | Cannelle                                        |                  |
| 母 *ペルシアンテール Persian Tale 1973 鹿毛     | 母の母*ペルシアンプリンセス Persian Princess 1967 黒鹿毛 | Prince Taj                                      | Prince Bio                                      | Prince Bio       |
| 母 *ペルシアンテール Persian Tale 1973 鹿毛     | 母の母*ペルシアンプリンセス Persian Princess 1967 黒鹿毛 | Prince Taj                                      | Malindi                                         |                  |
| 母 *ペルシアンテール Persian Tale 1973 鹿毛     | 母の母*ペルシアンプリンセス Persian Princess 1967 黒鹿毛 | Esmerald                                        | Sunny Boy                                       | Sunny Boy        |
| 母 *ペルシアンテール Persian Tale 1973 鹿毛     | 母の母*ペルシアンプリンセス Persian Princess 1967 黒鹿毛 | Esmerald                                        | Star of Shiraz                                  |                  |
| 母系(F-No.)                                     | ペルシアンテール(FR)系(FN:9-c)                           | ペルシアンテール(FR)系(FN:9-c)                  | ペルシアンテール(FR)系(FN:9-c)                  | [ § 3 ]          |
| 5代内の近親交配                                 | Nearco 4 × 5 = 9.38%、Teleferique 4 × 5 = 9.38%          | Nearco 4 × 5 = 9.38%、Teleferique 4 × 5 = 9.38% | Nearco 4 × 5 = 9.38%、Teleferique 4 × 5 = 9.38% | [ § 4 ]          |
| 出典                                            | 1. 2. 3. 4.                                              | 1. 2. 3. 4.                                     | 1. 2. 3. 4.                                     | 1. 2. 3. 4.      |